# Dibamus vorisi
Dibamus vorisi är en ödleart som beskrevs av Das och Lim 2003. Dibamus vorisi ingår i släktet Dibamus och familjen blindödlor. Inga underarter finns listade i Catalogue of Life.
Arten förekommer på Borneo. Honor lägger ägg.